# بيتر كريستوف هيغمان
بيتر كريستوف هيغمان (بالدنماركية: P.C. Hagemann)‏ هو مهندس معماري دنماركي، ولد في 20 مارس 1810 في إتسهويه في ألمانيا، وتوفي في 22 أغسطس 1853 في كوبنهاغن في الدنمارك بسبب كوليرا.